# おごれる東京に宣戦布告!!VS東京
『おごれる東京に宣戦布告!!VS東京』（おごれるとうきょうにせんせんふこく!!バーサスとうきょう）は、スカパー!が制作し、2016年8月15日にBSスカパー!で放送されるテレビ番組。

## 概要
東京に対して、地方が名乗りを上げ、「東京より上」であるかを競うことを意図した番組である。大阪を地方代表として、「ホスト」「風俗嬢」「キャバ嬢」という夜の街対決が行われる。

## 出演者
- 雨上がり決死隊（宮迫博之・蛍原徹）
- 澤田南

## スタッフ
- ナレーター：谷昌樹
- 構成：あだち昌也、張眞英、吉川泰生
- 美術：森健彦
- デザイン：竹中健
- SW：浜島一雄
- CAM：小澤義紀、横山大輔
- 取材CAM：吉岡英知
- VE：横井甲児
- AUD：吹野真穏
- 照明：八木原伸治
- 編集：大島洋介
- MA：高良玄
- 音効：西山知史
- TK：本田悦子
- メイク：芳野史絵
- 技術協力：fmt、テーク・ワン、IMAGICA、フジアール、ちゅるんカンパニー
- 編成：渡部康弘、牛越美羽
- AP：中野くみ子、山口大輔、黒田麻美
- AD：萩原佑子、芝田美沙、辻井孝之、松山容子、村上和成、北原亜美
- フロア：佐藤三生、神戸一虎
- ディレクター：大野祐司、秀島光樹、大垣乗、杉本諭久
- 演出：平岩憲和
- プロデューサー：赤松勇介、奥川拓二、橋本淳也
- 制作協力：DREAM-Lab、Devotion、YELLOW
- 製作著作：スカパー!